# Faridkot (Staat)

Postkarte der Faridkot-Post (1898)

Faridkot war einer der Sikh-Fürstenstaaten in den damals zu Punjab gehörigen Ausläufern des Himalaya in Britisch-Indien. Kapura, ein Nachfahre des Gründers von Jaisalmer, begründete 1643 das Fürstentum Kotkapura, das 1743 geteilt wurde, wodurch Faridkot entstand. 1807 besetzten die Sikhs von Lahore beide Staaten, mussten aber 1809 Faridkot, das britisches Protektorat wurde (bis 1947), zurückgeben. Die Sardars von Faridkot unterstützten die Briten im Ersten Sikh-Krieg und bekamen 1846 Kotkapura zurück, dazu noch konfiszierte Gebiete des Raja von Nabha. Sie unterstützten 1857 die Briten während des großen indischen Aufstands und wurden 1858 zu Rajas erhoben. Den Herrschern von Faridkot stand ein 11-schüssiger Salut beim Durbar zu.
Das Fürstentum hatte 1941 eine Fläche von 1652 km² und 188.000 Einwohner. Raja Harindar Singh (1918–1956) schloss sich am 15. Juli 1948 der Patiala and East Punjab States Union (PEPSU) an und vollzog am 20. August 1948 den Anschluss an Indien. Am 1. November 1956 wurden alle Fürstenstaaten aufgelöst und PEPSU Teil des Bundesstaates Punjab.
Faridkot hatte von 1878 bis 1901 eine eigene Staatspost mit eigenen Briefmarken. 1887 wurde eine Postkonvention mit der britisch-indischen Post abgeschlossen und man verwendete deren Briefmarken mit Aufdruck des Landesnamens (auf Ganzsachen auch Wappen).